# Yelena Gushchina
Yelena Gushchina es una deportista soviética que compitió en judo. Ganó una medalla de bronce en el Campeonato Europeo de Judo de 1989, en la categoría abierta.

## Palmarés internacional
| Campeonato Europeo | Campeonato Europeo   | Campeonato Europeo | Campeonato Europeo |
| Año                | Lugar                | Medalla            | Categoría          |
| ------------------ | -------------------- | ------------------ | ------------------ |
| 1989               | Helsinki (Finlandia) | Medalla de bronce  | Abierta            |